# Scottish National League 2008/09
Die Saison 2008/09 war die Austragung der höchsten schottischen Eishockeyliga, der Scottish National League. Die Ligadurchführung erfolgt durch die Scottish Ice Hockey Association, den schottischen Verband unter dem Dach des britischen Eishockeyverbandes Ice Hockey UK.

## Modus
Alle Mannschaften spielten eine einfache Runde mit Hin- und Rückspiel.

## Hauptrunde
| Platz | Mannschaft               | Spiele | S  | U | N | Tore  | Punkte |
| ----- | ------------------------ | ------ | -- | - | - | ----- | ------ |
| 1.    | Kilmarnock Storm         | 15     | 10 | 1 | 4 | 98:48 | 21     |
| 2.    | Dundee Comets            | 16     | 8  | 2 | 6 | 57:56 | 18     |
| 3.    | Dundee Tigers            | 16     | 7  | 2 | 7 | 60:60 | 16     |
| 4.    | Edinburgh Capitals (SNL) | 14     | 5  | 2 | 7 | 36:54 | 12     |
| 5.    | Moray Typhoons           | 13     | 3  | 1 | 9 | 35:68 | 7      |